# پیرس-ارو موتورز
پیرس-ارو موتورز (انگلیسی: Pierce-Arrow Motor) شرکت خودروسازی آمریکایی بود، که در سال ۱۸۶۵ تأسیس شد.